# San Ricardo
San Ricardo (Bayan ng San Ricardo) är en kommun i Filippinerna. Kommunen ligger på ön Leyte, och tillhör provinsen Södra Leyte. Folkmängden uppgår till 8 964 invånare.
San Ricardo är indelat i 15 barangayer.